# 김승은
김승은(金勝恩, 1915년 10월 17일~1945년 11월 24일)은 한국의 독립운동가이자 투사이다. 개명 전 이름은 김혁이다.
일본총영사 암살 계획 등의 활동을 벌이다가 일본 헌병들에 의해 투옥되었으며,  광복 이후에는 경기도 경찰청 특별수사대에 합류해 1945년 10월 하순경 부대는 일본 경찰 10명을 암살하기로 결정했다. 이후 그는 11월 2일 사이가 시치로 경위 암살 사건에 연루됐다.
1945년 11월 24일 오후 5시경 서울시에서 그는 살해된 채로 발견됐다. 당시 신문 보도에 따르면 범인은 자전거를 탄 사람을 포함해 세 명이었으며 양복을 입은 30세쯤으로 보이는 범인은 권총에서 총알을 쐈으며 이어 또 다른 범인은 김씨가 소지한 빨간색 가죽가방을 챙겨 현장을 떠났다고 한다.
이 사건은 단순 강도 사건으로 여겨졌지만, 이후 나병덕 특수부대장과의 인터뷰에서 살인의 배후는 그와 불화를 겪어왔던 염동진과 관련됐을 것이라는 의혹이 생겼다.
이후 그는 장충단공원에 매장되었다.
대한민국 정부에서는 그의 공훈을 기리어 1995년에 건국훈장 애족장을 수여하였다.